# Joseph E. Washington

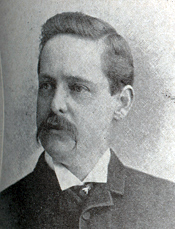
Joseph E. Washington

Joseph Edwin Washington (* 10. November 1851 bei Cedar Hill, Robertson County, Tennessee; † 28. August 1915 ebenda) war ein US-amerikanischer Politiker. Zwischen 1887 und 1897 vertrat er den Bundesstaat Tennessee im US-Repräsentantenhaus.

## Werdegang
Joseph Washington wurde zunächst zu Hause unterrichtet. Danach studierte er bis 1873 am Georgetown College in der Bundeshauptstadt Washington. Daran schloss sich ein Jurastudium an der Vanderbilt University in Nashville an. Im Jahr 1874 wurde Washington als Rechtsanwalt zugelassen. Er hat aber nie als Jurist praktiziert; stattdessen wurde er in der Landwirtschaft tätig.
Politisch war Washington Mitglied der Demokratischen Partei. Zwischen 1877 und 1879 saß er als Abgeordneter im Repräsentantenhaus von Tennessee. Bei den Kongresswahlen des Jahres 1886 wurde er im sechsten Wahlbezirk von Tennessee in das US-Repräsentantenhaus in Washington gewählt, wo er am 4. März 1887 die Nachfolge von Andrew Jackson Caldwell antrat. Nach vier Wiederwahlen konnte er bis zum 3. März 1897 fünf Legislaturperioden im Kongress absolvieren. Von 1891 bis 1893 war er Vorsitzender des Ausschusses, der sich mit der Verwaltung der amerikanischen Territorien befasste.
1896 verzichtete Washington auf eine weitere Kongresskandidatur. In der Folge wurde er mit der Aufsicht über das Straßenwesen und den Straßenbau im Robertson County beauftragt. Außerdem wurde er Kuratoriumsmitglied der Vanderbilt University und Direktor bei zwei Eisenbahngesellschaften. Ansonsten arbeitete er auf seinem Anwesen „Wessyngton“ nahe Cedar Hill weiter in der Landwirtschaft. Dort ist er am 28. August 1915 auch verstorben. Er wurde auf dem dortigen Familienfriedhof beigesetzt.